# Mccoskerichthys
Mccoskerichthys is een monotypisch geslacht van straalvinnige vissen uit de familie van snoekslijmvissen (Chaenopsidae).

## Soort
- Mccoskerichthys sandae Rosenblatt & Stephens, 1978